# أوميجا قنطورس
أوميغا قنطورس أو كالدويل 80 طبقًا لفهرس كالدويل أو NGC 5139 طبقًا للفهرس العام الجديد (بالإنجليزية: Omega Centauri أو ω Cen أو Caldwell 80)‏، هو تجمع نجمي كروي يرى في كوكبة قنطورس. يبعد هذا التجمع النجمي عنا نحو 17.000 سنة ضوئية، ويمكن رؤياه العين المجردة. يبلغ لمعانه 3.9 قدر ظاهري ويبلغ قطره 150 سنة ضوئية. وبدرجة لمعانه هذه فهو أشد تجمع نجمي لمعانًا في السماء، ويمكن بالعين المجردة تفسير نجومه كسحابة صغيرة مضيئة.
كما يتميز بأكبر قدر مطلق (الشدة المطلقة لاصداره الضوء بجميع أطيافه) حيث أنه أكبر تجمع نجمي كتلة في مجرة درب التبانة. بالنسبة إلى المجموعة المحلية فلا ينافسه في الكبر سوى مايال 2، وهو عنقود نجمي يتبع مجرة المرأة المسلسلة ويفوقه في الكبر. يحوي تجمع أوميغا قنطورس نحو 100 مليون نجم.

## تاريخ دراسته
يختلف تجمع نجوم أوميغا قنطورس عن التجمعات النجمية الأخرى الكرية في كونه يحتوي على عدد من الجمهرات النجمية. وتشير الأرصاد التي تمت حديثا بواسطة تلسكوب هابل الفضائي ومرصد جيميني أن أوميغا قنطورس في الواقع مجرة قزمة، تقوم مجرتنا مجرة درب التبانة بإ لتهام نجوم منها. ومن الخصائص الفريدة لهذا التجمع النجمي أو المجرة القزمة أنه يحوي ثقبا أسود في مركزه؛ وتبلغ كتلة الثقب الأسود فيه 40.000 كتلة شمسية.

## بعض الصور لأوميغا قنطورس

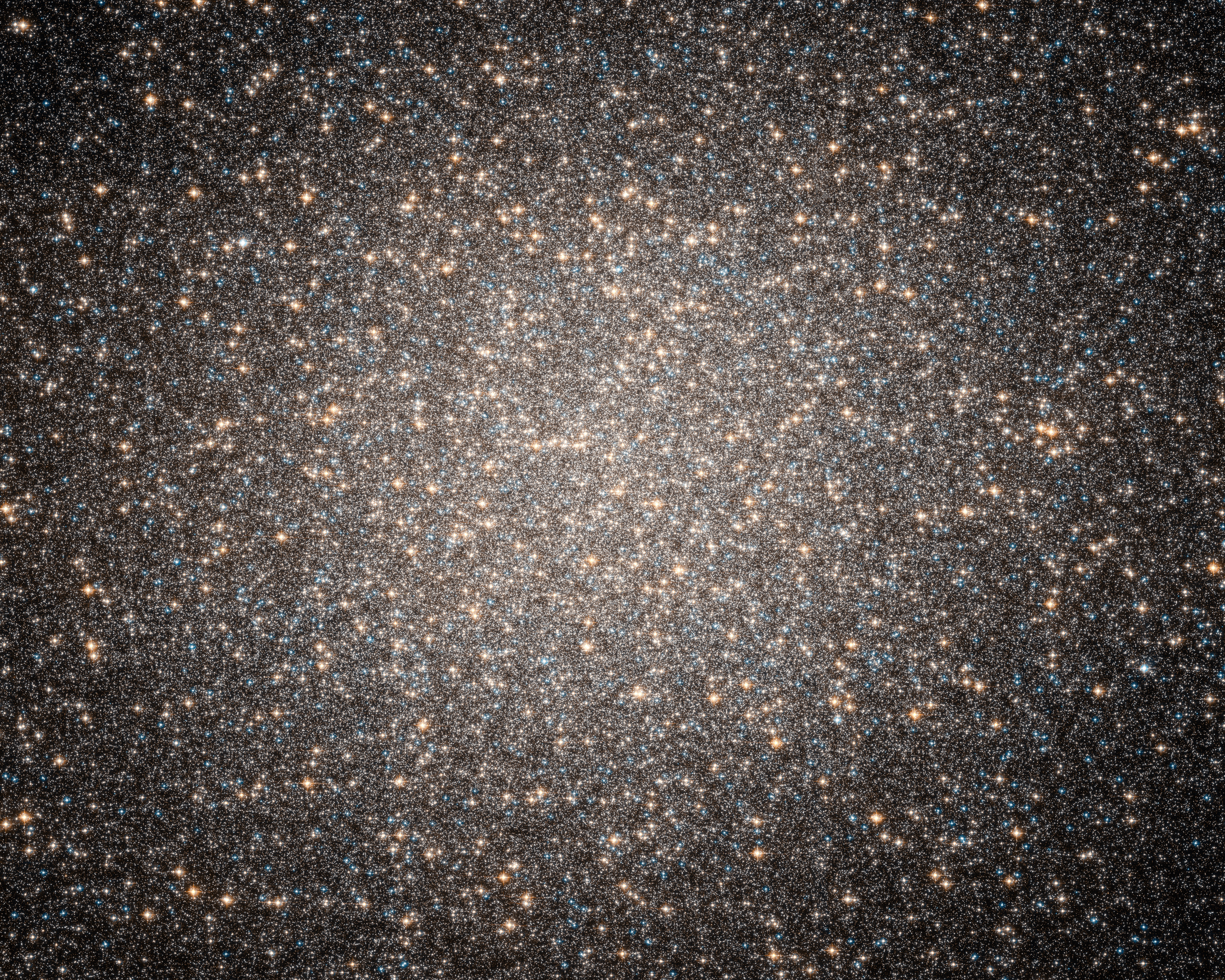
صورة عالية التباين لأوميغا قنطورس، التقطها تلسكوب هابل الفضائي
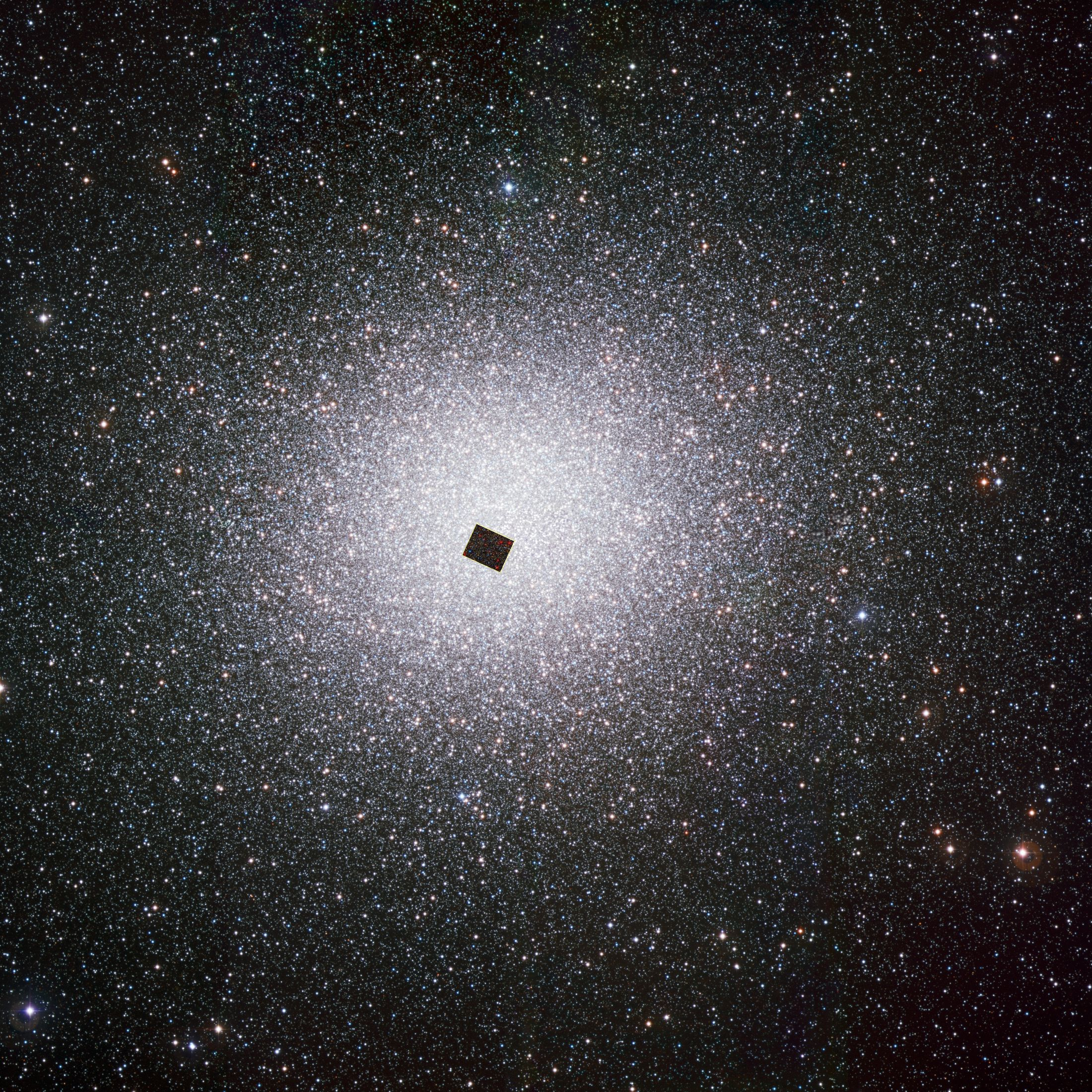
مقطع في صورة التقطها مقراب هابل الفضائي
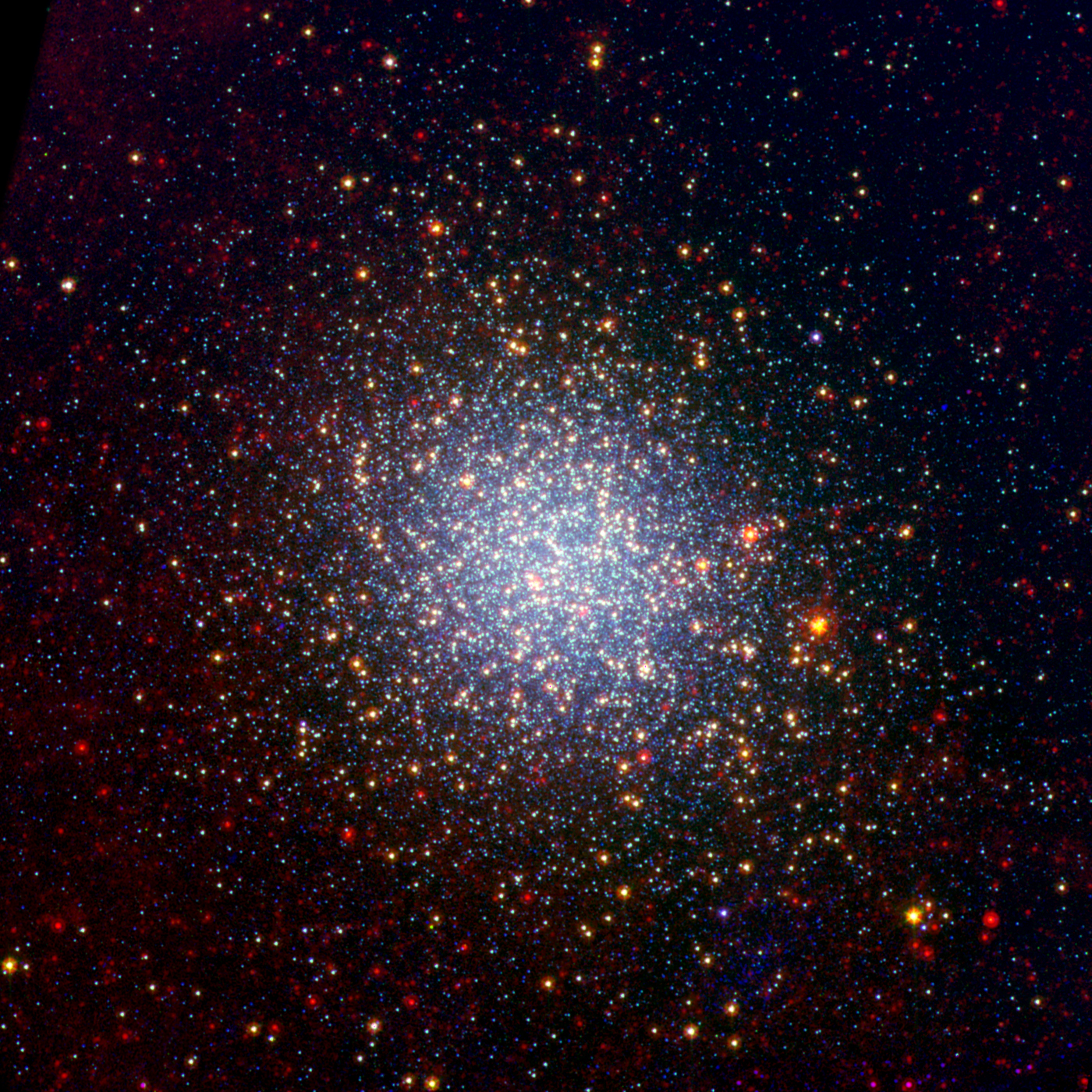
الأشعة تحت الحمراء التي رصدها مقراب سبيتزر الفضائي